# Đakovo
Đakovo (en hongarés: Diakovár, alemany: Djakowar, serbi: Ђаково; a vegades escrit com Dakovo o Djakovo) és una ciutat de la regió d'Eslavònia, a Croàcia, a 37 km al sud-oest d'Osijek, al Comtat d'Osijek-Baranja. Amb una alçada de 111 m i una població de 19.491 habitants (27.745 al municipi), Đakovo és el centre de la fèrtil regió agrícola Đakovština.

## Història

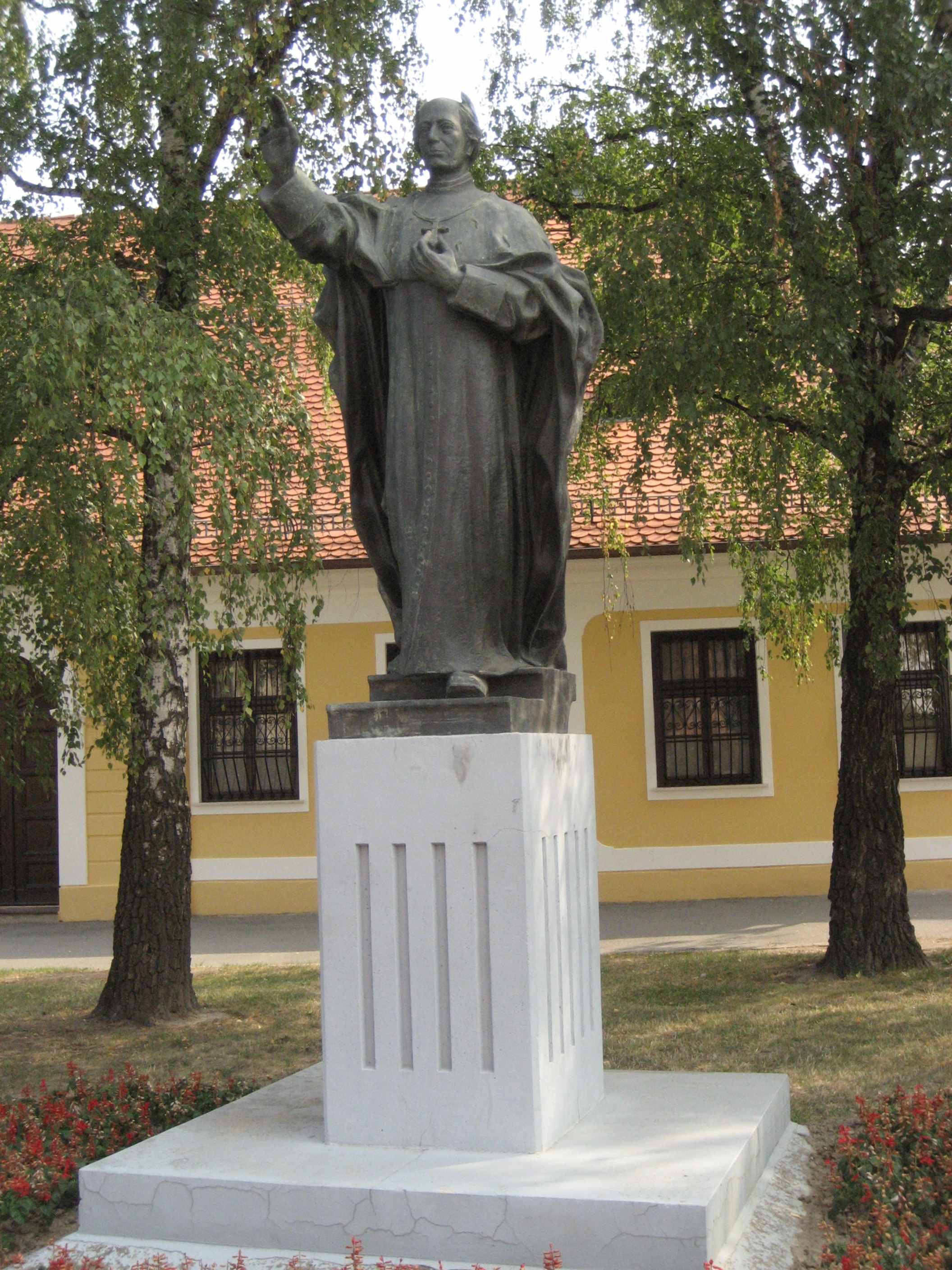
Monument a Josip Juraj Strossmayer a Đakovo. Strossmayer fou bisbe de Bòsnia, Dakovo i Sírmia de 1849 a 1905

A la rodalia de la ciutat hi ha jaciments arqueològics prehistòrics i romans. Al sud, es troba el jaciment arqueològic de Štrbinci, amb ruïnes de l'antiga ciutat romana de Certissa. Les troballes més importants en són dues necròpolis paleocristianes del s. IV. L'indret degué ser abandonat durant les migracions dels segles IV i V.
La ciutat s'esmenta per primera vegada al 1239, quan Coloman, germà del rei Bela IV d'Hongria, va concedir la "possessio Diaco" al bisbe de Bòsnia, i el 1349 aquesta fou seu de la diòcesi de Bòsnia, com a part del Regne d'Hongria.(2) Després d'una sagnant batalla, els turcs la van conquistar (l'anomenaren Jakova) el 1536; els hongaresos la recuperaren al final del segle xvii, tot i que la major part de la ciutat fou incendiada. Després va tornar-hi el bisbe, i la ciutat va créixer. La zona restà dins la Frontera Militar de l'Imperi Habsburg fins a la inclusió d'Eslavònia en l'Imperi austrohongarés. La necessitat d'una guàrdia permanent propicià la creació de granges de cavalls a l'entorn de Đakovo, on perviuen els Lipizzaner, que es troben entre els més antics d'Europa.
El 1900, Diakovár era la seu d'un tribunal de districte, que tenia 6.824 habitants, la majoria catòlics, dels quals el 65% eren serbis i el 28% alemanys.(2)
Durant la Segona Guerra Mundial, la ciutat restà sota la sobirania de l'Estat Independent de Croàcia, un règim aliat dels nazis, que instal·là als seus voltants un camp d'extermini, on van ser internades unes 3.000 persones. Els 560 jueus que van ser assassinats en el camp estan soterrats en el cementeri annex. Els partisans iugoslaus alliberaren la ciutat l'abril de 1945 durant una operació en què van morir 472 partisans.
Malgrat estar situada en una zona conflictiva, Đakovo a penes va patir danys durant les guerres de Iugoslàvia, ja que els setges es van concentrar en les ciutats properes d'Osijek i Vukovar.

## Demografia
En el cens del 2011 la població de la ciutat era de 27.745 habitants, distribuïts en aquestes localitats:
- Budrovci - 1260
- Đakovo - 19 491
- Đurđanci - 425
- Ivanovci Gorjanski - 580
- Kuševac - 1028
- Novi Perkovci - 246
- Piškorevci - 1907
- Selci Đakovački - 1796
- Široko Polje - 1012

| Gráfica de población de Đakovo 1857-2011 |
|                                          |

## Patrimoni

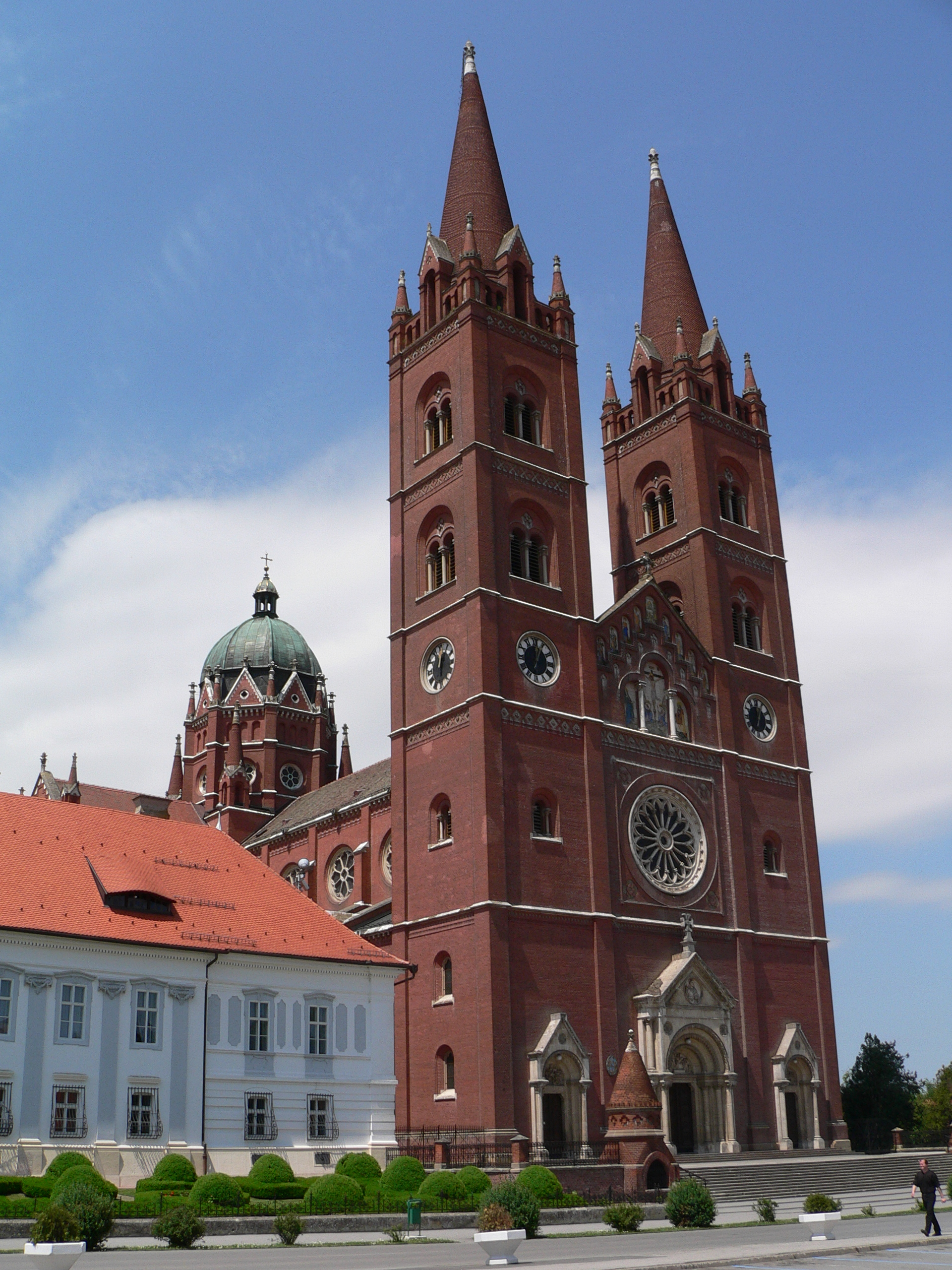
La Catedral de Đakovo (de Sant Pere i Sant Pau), l'edifici més important de la ciutat

La Catedral de Đakovo (Catedral de Sant Pere i Sant Pau) és el monument més famós de la ciutat i es considera l'edifici religiós més important de la regió d'Eslavònia. La catedral la construïren entre 1866 i 1882 per ordre de Josip Juraj Strossmayer, una de les personalitats més influents de la Croàcia austrohongaresa, bisbe de la diòcesi de Đakovo i Sírmia.
El jardí del segle XIX prop del palau del bisbe és un monument hortícola de protecció especial, així com el proper parc Mali, que data de finals del segle xix .
Altres edificis considerats d'interés són l'església de Tots Sants (una mesquita construïda durant l'ocupació turca reconvertida en església), el carrer Korzo, el Parc Strossmayer i la Cort del Bisbe.

## Economia
Les principals activitats econòmiques de la ciutat es relacionen amb el sector primari: agricultura i ramaderia, en què basen la indústria del cuir, processament de llana i centres de cria i selecció de cavalls. Altres indústries importants en són els mobles, el tèxtil, productes químics, processament d'aliments i materials de construcció.
Đakovo es troba en la ruta europea E73, Budapest-Szekszárd-Mohács-Osijek-Đakovo-Bosanski Šamac-Zenica-Mostar-Metković, i en la carretera Našice-Đakovo.